# Třebíč (distrikt)
Třebíč (tjeckiska: okres Třebíč) är ett distrikt i Tjeckien. Det ligger i regionen Vysočina, i den sydöstra delen av landet, 150 km sydost om huvudstaden Prag. Antalet invånare är 116 724. Arean är 1 463 kvadratkilometer. Distriktet Třebíč gränsar till Znojmo, Žďár nad Sázavou, Brno-venkov, Jihlava och Jindřichův Hradec. 
Terrängen i distriktet Třebíč är kuperad åt nordost, men åt sydväst är den platt.
Följande samhällen finns i distriktet Třebíč:
- Třebíč
- Jemnice
- Číhalín